# Coupe de France de rugby à XV 1944-1945
Navigation
Coupe de France 1943-1944 Coupe de France 1945-1946
L'édition 1944-1945 de la coupe de France est la 9e édition de la coupe de France et le SU Agen remporte la compétition.

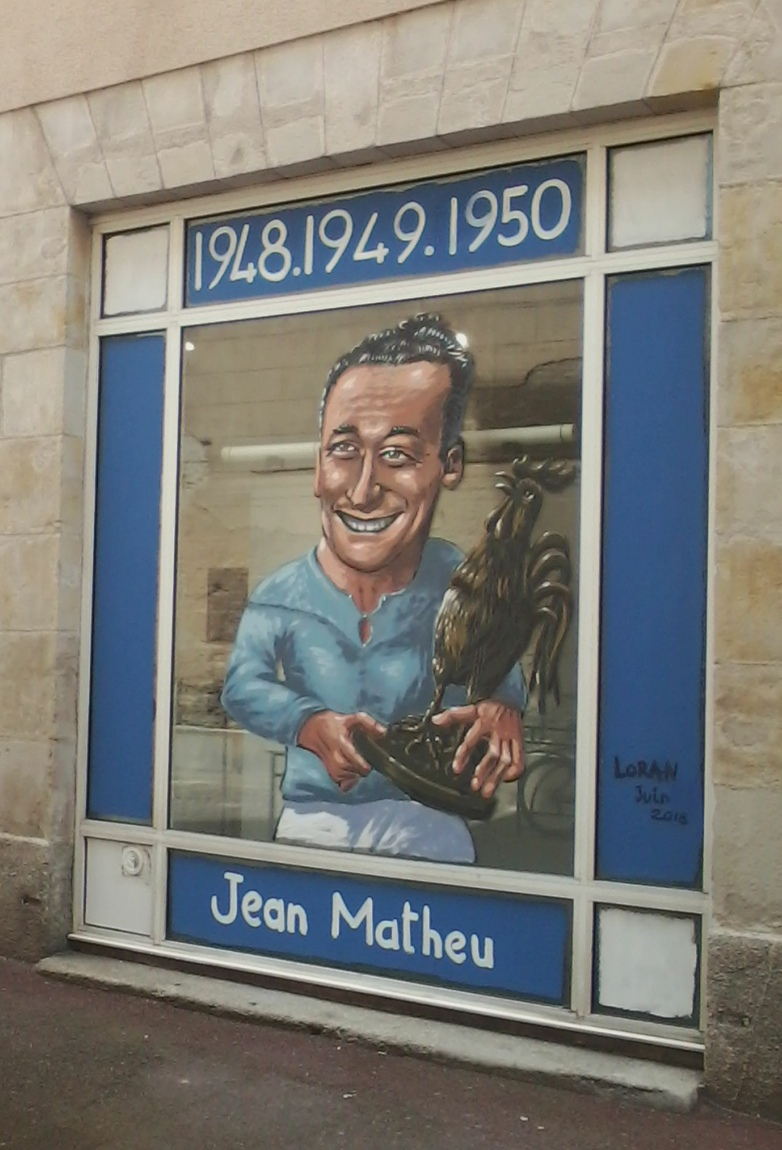
Jean Matheu remporte la 2e de ses 3 coupes de France

## Matchs joués

### Huitièmes de finale
| 16 avril 1945 | AS Montferrand | 13 - 12 | RC Narbonne |  |
| 16 avril 1945 |                |         |             |  |
| 16 avril 1945 |                |         |             |  |

| avril 1945 | FC Lourdes | - | - |  |
| avril 1945 |            |   |   |  |
| avril 1945 |            |   |   |  |

| 16 avril 1945 | Aviron bayonnais | 38 - 6 | Racing CF |  |
| 16 avril 1945 |                  |        |           |  |
| 16 avril 1945 |                  |        |           |  |

| 16 avril 1945 | US Fumel Libos | 21 - 4 | US Montauban |  |
| 16 avril 1945 |                |        |              |  |
| 16 avril 1945 |                |        |              |  |

| avril 1945 | SU Agen | - | - |  |
| avril 1945 |         |   |   |  |
| avril 1945 |         |   |   |  |

| 16 avril 1945 | CA Brive | 8 - 7 | FC Lyon |  |
| 16 avril 1945 |          |       |         |  |
| 16 avril 1945 |          |       |         |  |

| 16 avril 1945 | USA Perpignan | 51 - 0 | US Oyonnax |  |
| 16 avril 1945 |               |        |            |  |
| 16 avril 1945 |               |        |            |  |

| 16 avril 1945 | Stade toulousain | 15 - 6 | FC Oloron |  |
| 16 avril 1945 |                  |        |           |  |
| 16 avril 1945 |                  |        |           |  |

### Quarts de finale
| 22 avril 1945 | AS Montferrand | 14 - 9 | FC Lourdes |  |
| 22 avril 1945 |                |        |            |  |
| 22 avril 1945 |                |        |            |  |

| 21 avril 1945 | Aviron bayonnais | 8 - 7 | US Fumel Libos |  |
| 21 avril 1945 |                  |       |                |  |
| 21 avril 1945 |                  |       |                |  |

| 22 avril 1945 | SU Agen | 6 - 3 | CA Brive |  |
| 22 avril 1945 |         |       |          |  |
| 22 avril 1945 |         |       |          |  |

| 29 avril 1945 | USA Perpignan | 4 - 0 | Stade toulousain |  |
| 29 avril 1945 |               |       |                  |  |
| 29 avril 1945 |               |       |                  |  |

### Demi-finales
| 7 mai 1945 | AS Montferrand | 22 - 18 | Aviron bayonnais | Bordeaux |
| 7 mai 1945 |                |         |                  | Bordeaux |
| 7 mai 1945 |                |         |                  | Bordeaux |

| 7 mai 1945 | SU Agen | 22 - 15 | USA Perpignan | Bayonne |
| 7 mai 1945 |         |         |               | Bayonne |
| 7 mai 1945 |         |         |               | Bayonne |

## Finale
| 13 mai 1945 | SU Agen                                                                                  | 14 - 13, (9 - 3) | AS Montferrand                                                                     | Stade des Ponts-Jumeaux, Toulouse |
| 13 mai 1945 | Essai(s) : 3 Matheu-Cambas, Landes Transformation(s) : 1 Bonnet Pénalité(s) : 1 Ferrasse |                  | Essai(s) : 2 Fournet, Tridot Transformation(s) : 2 Fournet Pénalité(s) : 1 Fournet | Stade des Ponts-Jumeaux, Toulouse |
| 13 mai 1945 |                                                                                          |                  |                                                                                    | Stade des Ponts-Jumeaux, Toulouse |

| SU Agen Titulaires Camille Bonnet 15 Robert Carabignac 14 Pierre Genestine 13 Charles Calbet 12 Georges Baladié 11 Fernand Conquéré 10 André Verdier 9 Jean Matheu-Cambas 8 Roger Caudaugade 7 Guy Basquet 6 Robert Landes 5 Albert Ferrasse 4 Jean Londaitsbéhère 3 Jean Clavé 2 Emile Beziat 1 |  |  |  | AS Montferrand Titulaires 15 Jean Chassagne 14 Maurice Siman 13 Jacques Siman 12 Marcel Jeanniard 11 Jean Tridot 10 Franck Fournet 9 René Coton 8 Jean Lavail 7 Georges Degironde 6 Michel Ferrier 5 René Aurine 4 Maurice Buisson 3 Roger Paul 2 Jean Lajarrige 1 Julien Boyer Entraîneur André Francquenelle |